# Kasari
Le Kasari est un fleuve situé en Estonie,.

## Description
La rivière prend sa source a l'ouest de la ville de Kohila et se jette dans la baie de Matsalu.
La longueur de la rivière Kasari est de 114,5 kilomètres, la superficie du bassin versant est d'environ 3 400 kilomètres carrés (y compris le bassin de la rivière Rannamõisa qui rejoint le delta). 
Le débit annuel moyen dans l'estuaire est de 25 à 30 mètres cubes par seconde.
Ses affluents principaux sont Luiste jõgi, Kiisaoja, Liivi jõgi, Rannamõisa jõgi, Vardi jõgi, Konnaveski jõgi, Pühajõgi, Vigala, Allika jõgi, Vanamõisa jõgi, Penijõgi et Tuudi jõgi.

## Galerie

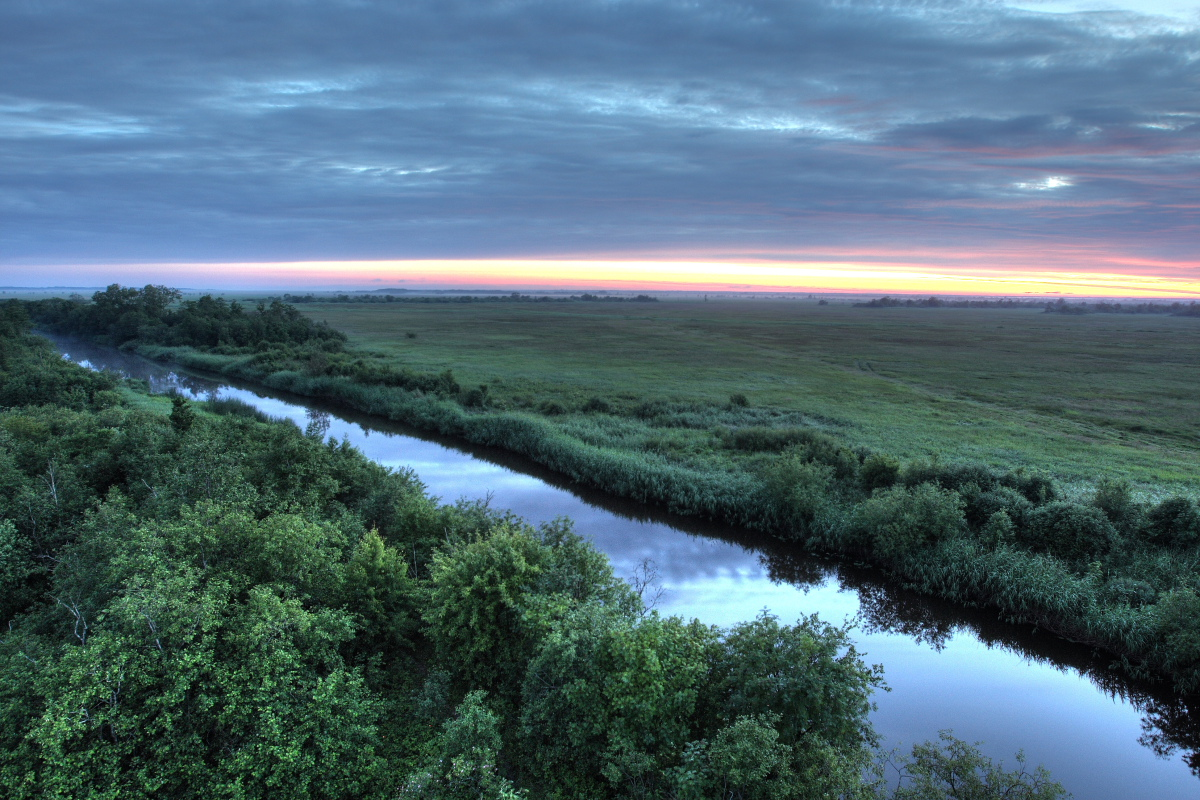
Le fleuve Kasari
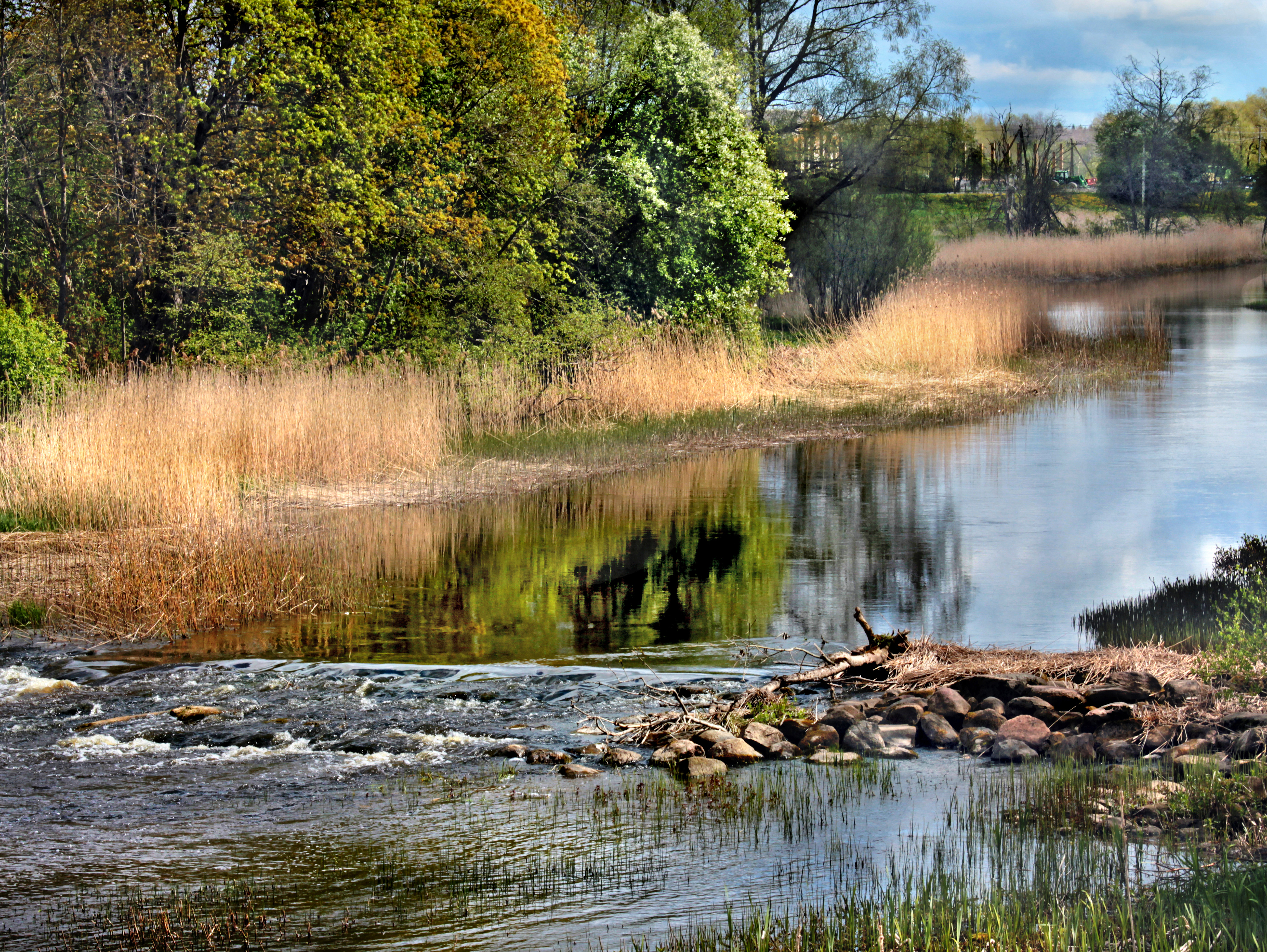
Section du Kasari
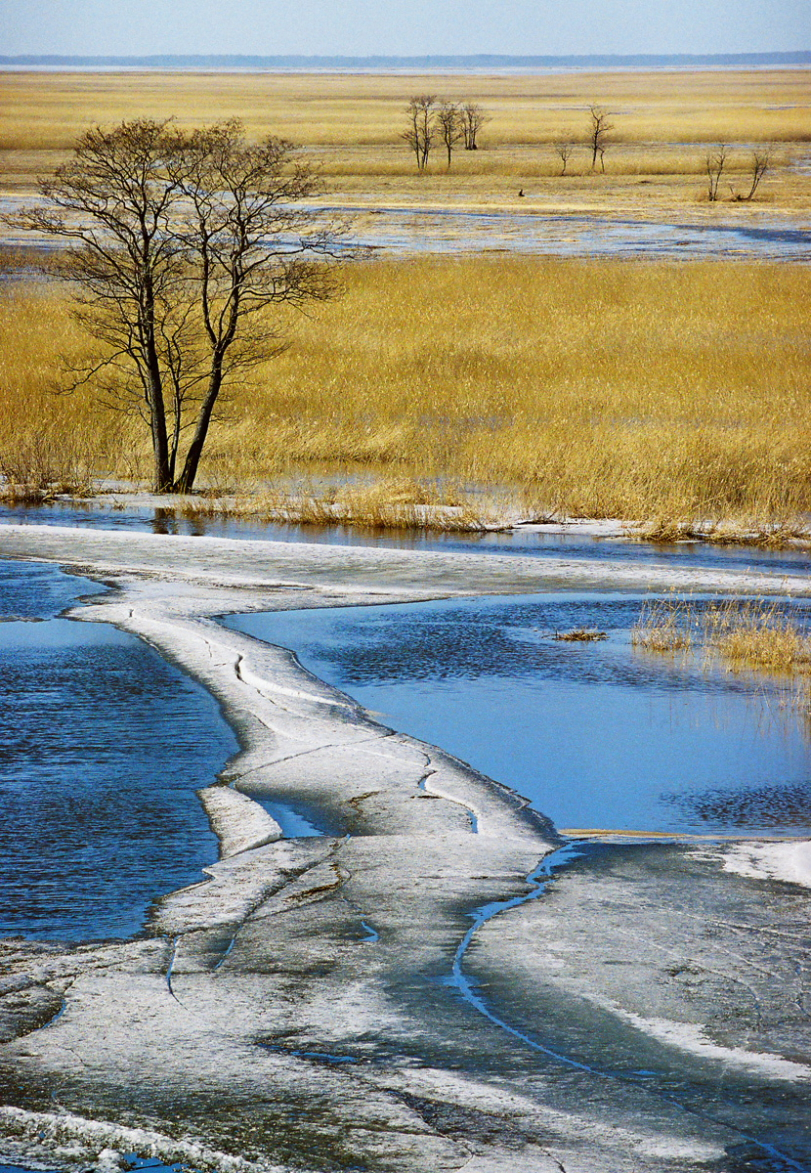
Prairie inondée par le Kasari dans le parc national de Matsalu